# Акка (Марокко)
Акка — город в Марокко. Находится в провинции Тата. В 2010 году население города составляло 7 343 человека. Город входит в область Гулимим-Эс-Смара.